# Pore dilaté
Un pore dilaté, également connu sous le nom de pore dilaté de Winer, est une affection cutanée caractérisée par un comédon isolé, proéminent et ouvert sur le visage ou la partie supérieure du tronc d'un individu. Le dermatologue Louis H. Winer est crédité pour la découverte du pore dilaté,.

## Sources et références
1. ↑  James, William D. et Berger, Timothy G., Andrews' Diseases of the Skin: Clinical Dermatology, Saunders Elsevier, 2006 (ISBN 0-7216-2921-0)
2. ↑  (en) Winer, « The Dilated Pore, A Trichoepithelioma », Journal of Investigative Dermatology, vol. 23, no 3,‎ septembre 1954, p. 181–188 (DOI 10.1038/jid.1954.97, lire en ligne, consulté le 2022)
3. ↑  Al Aboud et Al Aboud, « A mini-review on eponyms in the dermatology literature linked to United States of America (USA) », Our Dermatology Online, vol. 3, no Suppl.1,‎ 5 août 2013, p. 409–413 (DOI 10.7241/ourd.20133.103, lire en ligne, consulté le 2022)